# آلک وک
آلک وک (انگلیسی: Alek Wek؛ زادهٔ ۱۶ آوریل ۱۹۷۷) سوپرمدل، بازیگر، و مدل اهل سودان جنوبی است. وی از سال ۱۹۹۵ میلادی تاکنون مشغول فعالیت بوده‌است.
از فیلم‌ها یا برنامه‌های تلویزیونی که وی در آن نقش داشته‌است می‌توان به سوسپیریا اشاره کرد.
وی همچنین برندهٔ جوایزی همچون ۱۰۰ زن بی‌بی‌سی شده‌است.